# 波勒 (納沙泰爾州)
波勒是瑞士的城鎮，位於該國西部，由納沙泰爾州負責管轄，面積2.58平方公里，海拔高度523米，2011年人口1,788，四成人口信奉基督教，人口密度每平方公里693人。